# Adia cinerella
Adia cinerella là một loài ruồi trong chi Adia. Chúng phân bố từ Yukon Territory đến Greenland, México, Georgia và quần đảo Bermuda. and châu Âu.

## Hình ảnh

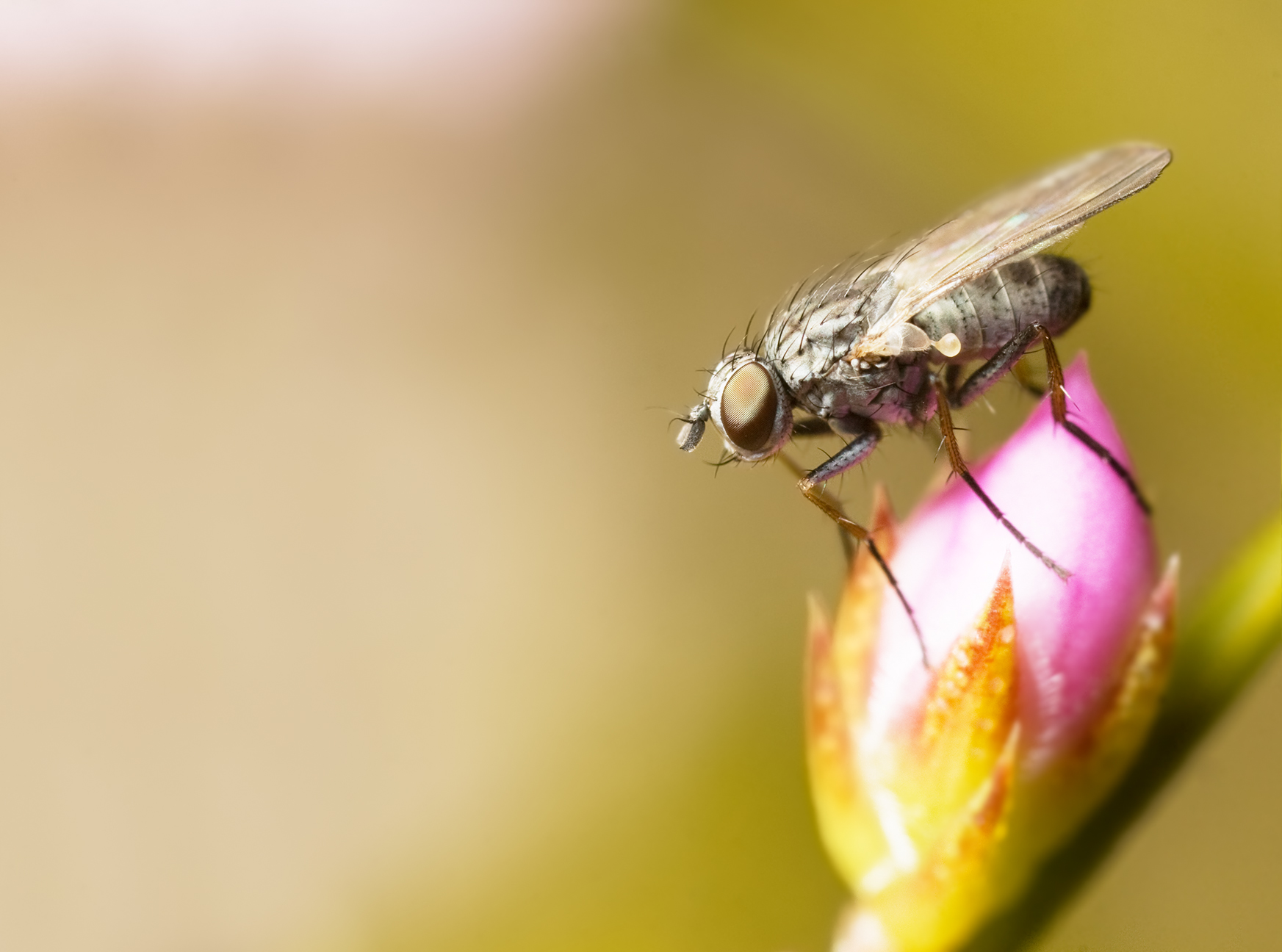
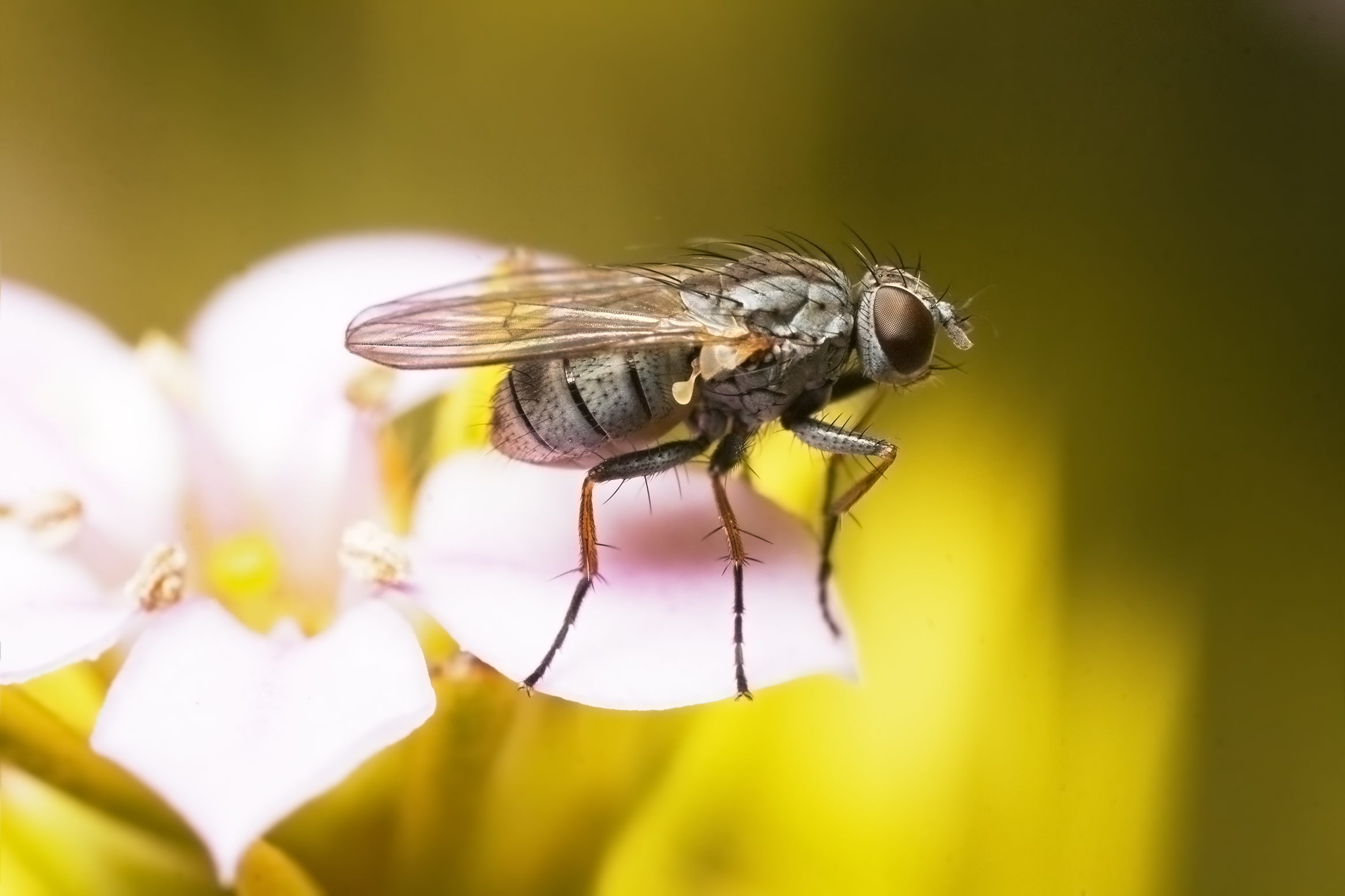